# الی‌چین
آلی‌چین، روستایی از توابع بخش کشاورز شهرستان شاهین‌دژ در استان آذربایجان غربی ایران است.
این روستا در دهستان چهاردولی از بخش کشاورز شهرستان شاهین دژ در استان آذربایجان غربی قرار دارد. براساس در سال ۱۳۸۵، جمعیت آن ۳۸۹ نفر گزارش شده‌است.

## زبان و مذهب
اهالی این روستا به زبان ترکی آذربایجانی صحبت می‌کنند و پیرو مذهب شیعه هستند.